# 南方工報
南方工報是中華人民共和國一份報紙，由廣東省總工會主辦，也是該組織的機關報，創刊於1994年1月4日。南方工報每周出版三期。85%的廣東省工會企業訂閱該報。

## 外部連結
- 官方网站